# M. Shadows
M. Shadows, pseudonimo di Matthew Charles Sanders (Fountain Valley, 31 luglio 1981), è un cantante statunitense, frontman del gruppo heavy metal Avenged Sevenfold.

## Biografia
M. Shadows cresce a Huntington Beach dove da giovane è membro del gruppo punk Successful Failure. Durante il periodo passato in questo gruppo, Shadows scrive molte canzoni tra le quali Streets, canzone che poi ha registrato con gli Avenged Sevenfold per l'album Sounding the Seventh Trumpet. Nel 1999 abbandona i Successful Failure e fonda con The Rev e Zacky Vengeance,suoi ex compagni di scuola, gli Avenged Sevenfold. Con questo gruppo ha prodotto sette album che lo hanno portato al successo internazionale. Nel 2004 è stato costretto a un'operazione alle corde vocali. Nel 2010 ha partecipato alle registrazioni del nuovo album solista di Slash, chitarrista dei Guns N' Roses, prestando la sua voce in Nothing to Say.

## Influenze musicali
I suoi artisti preferiti sono Guns N' Roses, Elton John, Pink Floyd, Bad Religion, Pennywise, NOFX, At the Gates, Dream Theater, Helloween, Iron Maiden, Korn, Megadeth, Metallica, Pantera, Queensryche, System of a Down, X Japan, Mr. Bungle, H2O, Rancid, Disembodied, Knocked Loose.

## Vita privata
Nel 2009 ha sposato Valary DiBenedetto. La coppia ha due figli: River James, nato a luglio del 2012 e Cash Owen, nato ad agosto del 2014.

## Collaborazioni
- Savior, Saint, Salvation con i Bleeding Through
- Buffalo Stampede con Cowboy Troy[11]
- Check the Level con i Dirty Heads e Slash
- Nothing to Say con Slash
- The River con i Good Charlotte e Synyster Gates[12]
- Like Always con i Kisses for Kings
- Nothing to Say con Slash[3]
- Turn Out the Lights con gli Steel Panther
- Go Alone con gli Hell or Highwater
- Entombed We Collide con i Death By Stereo
- The End Is Near con i The Confession
- Dirty Little Girl con i Burn Halo e Synyster Gates
- Sandpaper con i Fozzy
- Landmine con i Pitch Black Forecast
- Haze con i Device, band capitanata da David Draiman, frontman dei Disturbed
- Save Me con Machine Gun Kelly
- Super Hero con Atreyu